# بيتر موريس (لاعب كريكت)
بيتر موريس (3 ديسمبر 1937 في نيوزيلندا - ) (بالإنجليزية: Peter Morris)‏ هو لاعب كريكت نيوزلندي.

## وصلات خارجية
- بيتر موريس على موقع إي آس بي آن كريك إنفو (الإنجليزية)